# 速霸陸健康保險組合太田紀念醫院
速霸陸健康保險組合太田紀念醫院（日语：SUBARU健康保険組合太田記念病院）是一家隸屬於日本速霸陸健康保險組合（速霸陸子公司）的醫院，位於群馬縣太田市大島町455-1，總病床數有404床，在職的醫護人員與行政人員合計938名。一般通稱為綜合太田醫院或太田醫院，亦為群馬縣的「災害處置醫院」。

## 概要
1938年（昭和13年）本為中島飛機所開設的「太田製作所附屬太田醫院」，第二次世界大戰日本投降後曾短暫關閉，1946年（昭和21年）1月10日重新開張。由於開設者名稱幾經更迭，醫院名稱也變更過許多次。2012年隨著遷址，院名變成「富士重工業健康保險組合太田紀念醫院」。2017年4月1日隨著母公司更名再變成現名，醫療科別計有下列：
1. 内科
2. 消化器内科
3. 呼吸器内科
4. 内分泌内科
5. 循環器内科
6. 神經内科
7. 心療内科
8. 腎臓内科
9. 泌尿器科
10. 婦產科
11. 小兒科
12. 小兒外科
13. 外科
14. 乳腺外科
15. 呼吸器外科
16. 血管外科
17. 心臓血管外科
18. 腦神經外科
19. 整形外科
20. 形成外科
21. 皮膚科
22. 眼科
23. 耳鼻喉科
24. 急診科
25. 復健科
26. 麻醉科
27. 放射線科
28. 病理診斷科
29. 牙科口腔外科

## 沿革

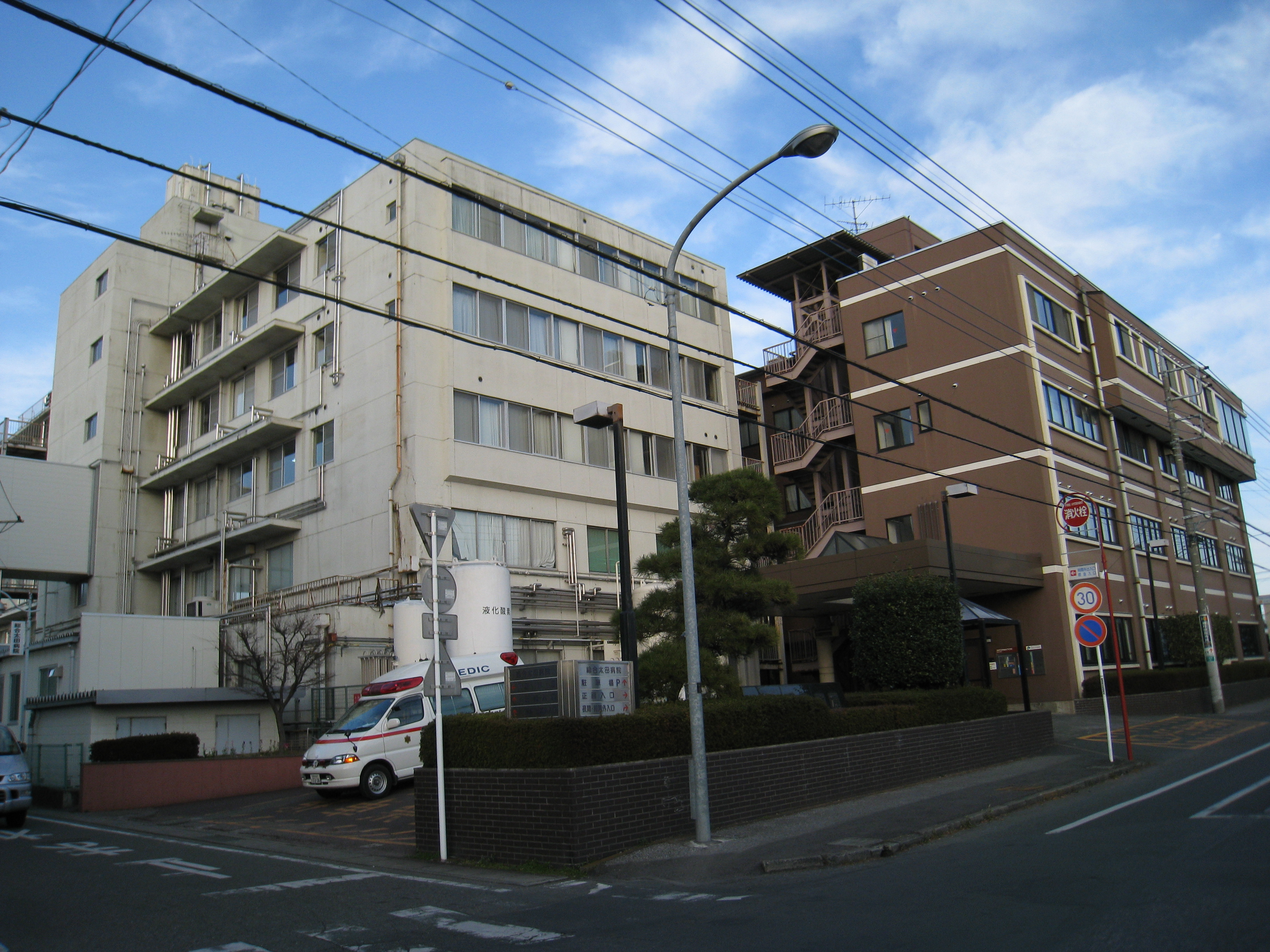
「富士重工業健康保險組合綜合太田醫院」時期的病房大樓

- 1938年（昭和13年）：中島飛機開設太田製作所附屬太田醫院，是為其前身。
- 1945年（昭和20年）：8月因第二次世界大戰日本戰敗而關閉。
- 1946年（昭和21年）：1月10日重新開張，4月18日變更成「富士産業太田健康保險組合太田醫院」。
- 1950年（昭和25年）：變更成「富士工業太田健康保險組合太田醫院」。
- 1953年（昭和28年）：開設准看護學校。
- 1955年（昭和30年）：變更成「富士重工業太田健康保險組合太田醫院」。
- 1959年（昭和34年）：廢止准看護學校，改設高等看護學校（今太田高等看護學院）。
- 1961年（昭和36年）：又陸續變更成「富士重工業群馬健康保險組合太田醫院」、「富士重工業健康保險組合太田醫院」。
- 1965年（昭和40年）：因獲得綜合醫院之認可，更名成「富士重工業健康保險組合綜合太田醫院」。
- 1975年（昭和50年）：新設人工透析中心。
- 1991年（平成3年）：開設高等看護學院3年課程。
- 1997年（平成9年）：3月27日被指定為災害處置醫院，6月17日設置訪問看護站。
- 2012年（平成24年）：6月遷址至太田市大島町455-1，並更名成「富士重工業健康保險組合太田紀念醫院」。
- 2017年（平成29年）：4月因母公司更名，再度變更成速霸陸健康保險組合太田紀念醫院。

## 附屬與關聯設施
- 蒲公英保育園
- 訪問看護站
- 居宅介護支援事業所
- 太田高等看護學院
- 介護老人保健施設休憩之里八休苑

## 內部連結
- 中島飛機
- 速霸陸

## 外部連結
- （日語）官方網站 （页面存档备份，存于）